# Stiliger llerae
Stiliger llerae is een slakkensoort uit de familie van de Limapontiidae. De wetenschappelijke naam van de soort is voor het eerst geldig gepubliceerd in 1981 door Ortea.